# 小行星1373
小行星1373（1373 Cincinnati）是一颗围绕太阳公转的小行星。1935年8月30日，埃德温·哈勃在威尔逊山发现了此天体。
該小行星以位於美國俄亥俄州的辛辛那提天文台命名。
这颗小行星的绝对星等为99.33686921962344等。